# Ouled Rahmoun
Ouled Rahmoun (em árabe: أولاد رحمون) é uma cidade e comuna localizada na província de Constantina, Argélia. Segundo o censo de 2008, a população total da cidade era de 26 132 habitantes.